# Второе Тырновское восстание
Второе Тырновское восстание — согласно публикации Н. В. Елагина 1847 г. («Северная Пчела», № 133—136), болгарское восстание против османской власти в 1686 году под руководством боярина Ростислава Стратимировича (Страшимировича) или Шишман III, претендента на княжеский престол Болгарии. Единственный источник, на который ссылается Елагин — «хронограф» рода Ростиславичей, сведения из которого были сообщены ему потомком Ростислава Стратимировича, литератором и автором исторических сочинений Н. В. Савельевым-Ростиславичем (1815—1854). Сведения о восстании растиражированы как достоверные в болгарской и русской историографии, однако существуют серьезные сомнения в том, что оно (как и сама личность Ростислава Стратимировича) не является мистификацией Савельева, придумавшего себе аристократическую родословную.

## Изложение событий
По рассказу Елагина, в России Ростислав Стратимирович (Страшимирович) считался потомком последнего властителя Видинского царства царя Ивана Срацимира. В Москве он получил поддержку московского патриарха Иоакима, планировавшего подчинение Москве православной церкви на Балканах; патриарх якобы помолвил с Ростиславом свою племянницу Марию Владимировну Дубровскую. Патриарх Иоаким и является главным положительным героем статьи Елагина, инициатором объединения православных Восточной Европы вокруг московского престола.
Ростислав вместе с братом невесты Савелием Дубровским в 1686 году по поручению патриарха отправился на Балканы. Дубровский прибыл в Константинополь для переговоров об этом с греческими патриархами, но тем временем царевна Софья заключила с Речью Посполитой Вечный мир (1686), и российско-турецкие отношения стали враждебными. Ростислав поднял восстание в Тырново, но направленные против восставших регулярные турецкие войска захватили город. Лидеры восстания с отрядом в 4000 человек с тяжелыми боями прошли от Тырново до Софии (Средеца), где были разбиты турками. Другой отряд возглавил Дубровский, который двинулся от Адрианополя в Габрово. Впоследствии оба они укрылись в Рильском монастыре, откуда в 1689 г. добрались до России.
После возвращения Ростислав женился на племяннице патриарха Иоакима и стал родоначальником рода Ростиславичей-Дубровских, а его деверь Савелий Дубровский стал родоначальником рода Савельевых. В 1814 году последняя представительница рода Ростиславичей-Дубровских Екатерина Ивановна Дубровская вышла замуж за своего дальнего родственника Василия Савельева, и их сыном был предоставивший Елагину эти уникальные сведения Н. В. Савельев-Ростиславич.

## Достоверность

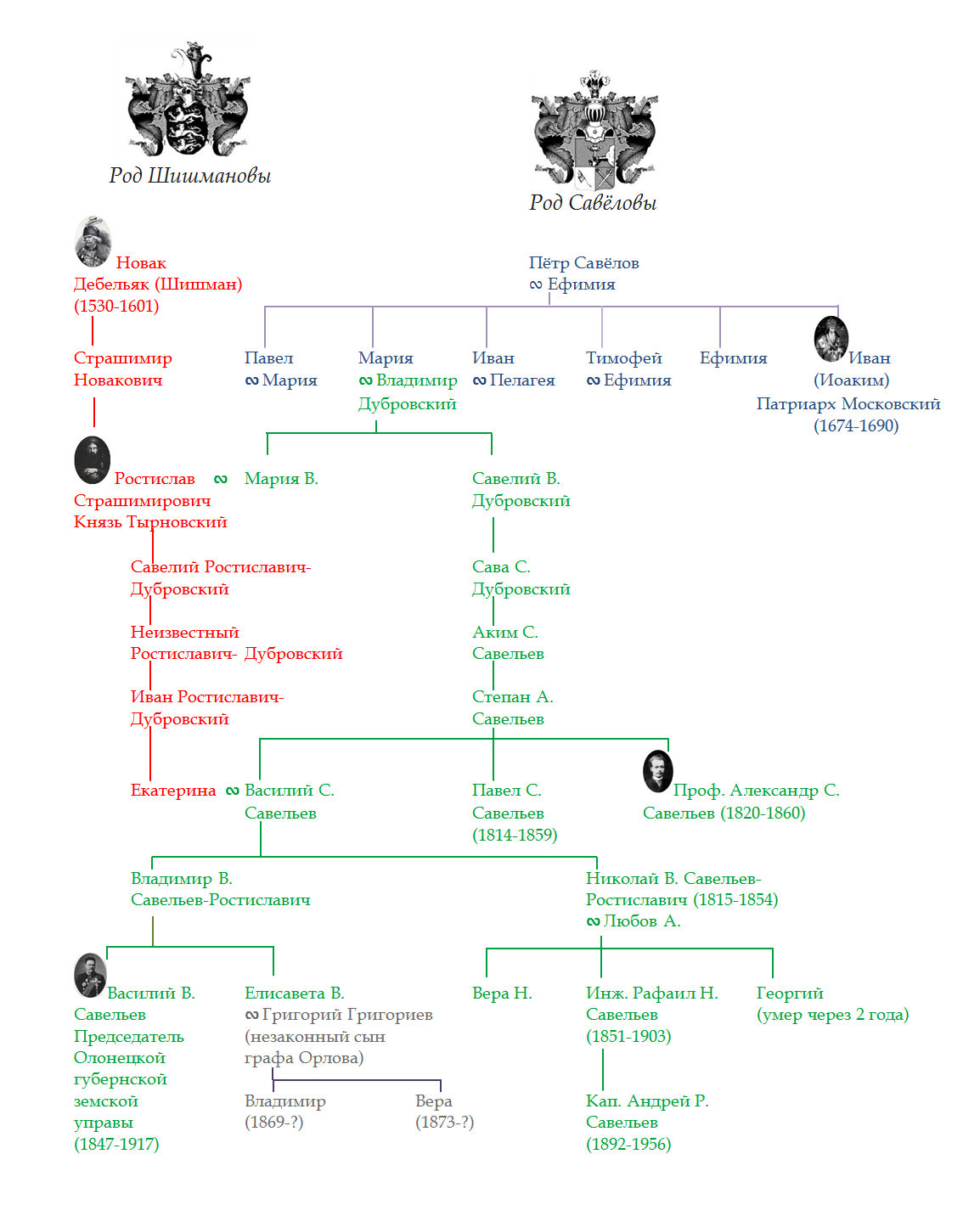
Генеалогическое древо семьи Савельевых по версии Николая Елагина.

Рассказ о восстании в Тырново и существовании Ростислава Стратимировича нередко излагается в работах по истории Болгарии как достоверный исторический факт. При этом информация о восстании известна всего лишь из одного источника — «хроники рода Ростиславов Дубровских», известной только в пересказе Елагина, получившего ее от Савельева-Ростиславича (упоминались также жалованные грамоты царей Ивана и Петра Алексеевичей Ростиславу и Савелию на села Толочаново и Юрьево). В связи этим многие исследователи сомневались в её достоверности и считают события в Тырново «красивой легендой», обслуживающей политические интересы России в XIX веке. И. Шишманов описывал версию о происхождении Савельева от болгарских царей как «курьезный факт», сомневался в возможности восстания в Тырново в указанный период и считал маловероятным имя Ростислав у болгарина.
Кроме того, Савельев, потомок служилых дворян, также искусственно стремился «облагородить» своё происхождение: никаких независимых от него данных о том, что его предки когда-либо носили фамилию «Ростиславич» или имели отношение к роду Савёловых (к которому принадлежал патриарх Иоаким), не существует. Ещё в 1837 году он в Энциклопедическом лексиконе Плюшара в перечне сотрудников указывал явно фантастический титул «Александр Непомук Николай Мария Буривой Венцеслав Светомир князь Ростиславич». Он сам в официальных документах, а также его предки и потомки назывались просто Савельевыми.
Ряд историков искал в рассказе Савельева — Елагина, не доверяя ему буквально, то или иное историческое зерно. В 1680-е годы сложились благоприятные условия для болгарского освободительного движения. В 1683 году огромная 200 тысячная турецкая армия выступила в поход на Вену, где потерпела поражение. Вследствие этого в войну против Турции включилась Польша и Венеция, а затем и Россия. Эти три державы вместе с Австрией в 1686 году объединились в Священную лигу и предприняли широкое наступление на Балканах. В этой обстановке в болгарских землях вспыхивают сразу два восстания — Чипровское и Карпоша. Османские документы свидетельствуют о повстанческих выступлениях в то время (хотя и гораздо позже — около 1700 года) вокруг Тырнова с центром в Арбанаси, хотя аналога описанных Савельевым и Елагиным масштабных событий отыскать в источниках не удается. Иван Снегаров (1963) считал прототипом рассказанной Елагиным истории события (Первого) Тырновского восстания 1598 г. под предводительством Тодора Балины, в котором действительно участвовал претендент на престол — реальный или мнимый потомок царского рода Шишманов.
Тогда же произошло сожжение Скопье.